# مارسلین دبورد-والمور
مارسلین دبورد-والمور (به فرانسوی: Marceline Desbordes-Valmore) شاعر قرن هجدهم میلادی اهل فرانسه است.